# Oberkrämer
Oberkrämer è un comune di 11 980 abitanti del Brandeburgo, in Germania.

Appartiene al circondario (Landkreis) dell'Oberhavel (targa OHV).

## Storia
Il comune venne formato il 18 maggio 1998 dalla fusione dei comuni di Eichstädt, Neu-Vehlefanz e Vehlefanz.
Il 31 dicembre 2001 vennero aggregati ad Oberkrämer i comuni di Bärenklau, Bötzow, Marwitz e Schwante.

## Società

### Evoluzione demografica
- Sviluppo della popolazione dal 1875 entro gli attuali confini (Linea Blu: Popolazione; Linea puntata: Confronto dello sviluppo della popolazione dello stato del Brandenburgo; Sfondo grigio: Ai tempi del governo nazista; Sfondo rosso: Al tempo del governo comunista)
- Sviluppo recente della popolazione (Linea blu) e previsioni

| Anno | Abitanti |
| ---- | -------- |
| 1875 | 3 598    |
| 1890 | 4 666    |
| 1910 | 5 453    |
| 1925 | 6 539    |
| 1933 | 7 452    |
| 1939 | 8 627    |
| 1946 | 9 557    |
| 1950 | 10 021   |
| 1964 | 7 797    |
| 1971 | 7 346    |
| 1981 | 6 537    |

| Anno | Abitanti |
| ---- | -------- |
| 1985 | 6 278    |
| 1989 | 5 874    |
| 1990 | 5 707    |
| 1991 | 5 578    |
| 1992 | 5 583    |
| 1993 | 5 984    |
| 1994 | 6 350    |
| 1995 | 6 759    |
| 1996 | 7 205    |
| 1997 | 7 931    |

| Anno | Abitanti |
| ---- | -------- |
| 1998 | 8 584    |
| 1999 | 9 074    |
| 2000 | 9 457    |
| 2001 | 9 813    |
| 2002 | 10 072   |
| 2003 | 10 298   |
| 2004 | 10 554   |
| 2005 | 10 727   |
| 2006 | 10 812   |
| 2007 | 10 787   |

| Anno | Abitanti |
| ---- | -------- |
| 2008 | 10 754   |
| 2009 | 10 706   |
| 2010 | 10 661   |
| 2011 | 10 399   |
| 2012 | 10 404   |
| 2013 | 10 522   |
| 2014 | 10 603   |
| 2015 | 10 876   |
| 2016 | 11 009   |
| 2017 | 11 210   |

| Anno | Abitanti |
| ---- | -------- |
| 2018 | 11 390   |
| 2019 | 11 727   |
| 2020 | 11 833   |

Fonti dei dati sono nel dettaglio nelle Wikimedia Commons..
Fonti dei dati sono nel dettaglio nelle Wikimedia Commons..

## Geografia antropica

### Suddivisioni amministrative
Il comune di Oberkrämer è suddiviso nelle frazioni (Ortsteil) di Bärenklau, Bötzow, Eichstädt, Marwitz, Neu-Vehlefanz, Schwante e Vehlefanz.

## Amministrazione

### Gemellaggi
Oberkrämer è gemellata con:
- Kotuń, dal 2011